# Hofkirchen im Traunkreis
Hofkirchen im Traunkreis là một đô thị ở huyện Linz-Land thuộc bang Oberösterreich, Áo. Đô thị Hofkirchen im Traunkreis có diện tích 14 km², dân số thời điểm năm 2006 là 1456 người.